# Incendie du Blue Bird
L'incendie du Blue Bird est l'une des pires tragédies du XXe siècle à Montréal après l'incendie du Laurier Palace. Le 1er septembre 1972, 37 personnes meurent dans un incendie criminel.

## L'incendie
Le café Blue Bird est situé au 1172 sur la rue Union, au centre-ville de Montréal. À l'étage, le bar Wagon Wheel est fréquenté par des amateurs de musique country. Près de 200 personnes fréquentent l'endroit, le 1er septembre 1972.
Trois jeunes hommes dans la vingtaine, Gilles Eccles, Jean-Marc Boutin et James O'Brien, qui étaient en état d'ébriété se font refuser l'accès au bar déjà encombré, où se trouvent déjà leurs amis. Ils décident de se venger en retournant sur les lieux avec un bidon d'essence. Ils brûlent la cage d'escalier. La sortie de secours est impraticable et cause, dans la cohue, la mort de 37 personnes et en blessent 51 autres. Près de 50 pompiers combattent l'incendie et au moins 15 sont blessés. Kenneth Laroche, l'un des premiers pompiers arrivés sur les lieux, témoigne de la difficulté d'intervenir en pareille situation : «Voir les corps empilés les uns sur les autres, pris dans la sortie de secours est une image qui marque (...)  C'était une réelle tragédie, d'autant plus que beaucoup des victimes étaient des jeunes de moins de 18 ans».
Les trois criminels s'enfuient mais sont bientôt retrouvés à Vancouver.

## L'enquête
L'enquête réalisée après le drame permet de conclure que, contrairement aux règles du Code du bâtiment et aux urgences, la sortie est verrouillée. Le Service de sécurité incendie de Montréal et la Ville de Montréal sont tenus responsables du feu. À l'issue d'un procès, où le maire Jean Drapeau ne laisse rien au hasard[pas clair], les familles des victimes reçoivent entre 1000$ et 3000$.

## Hommage

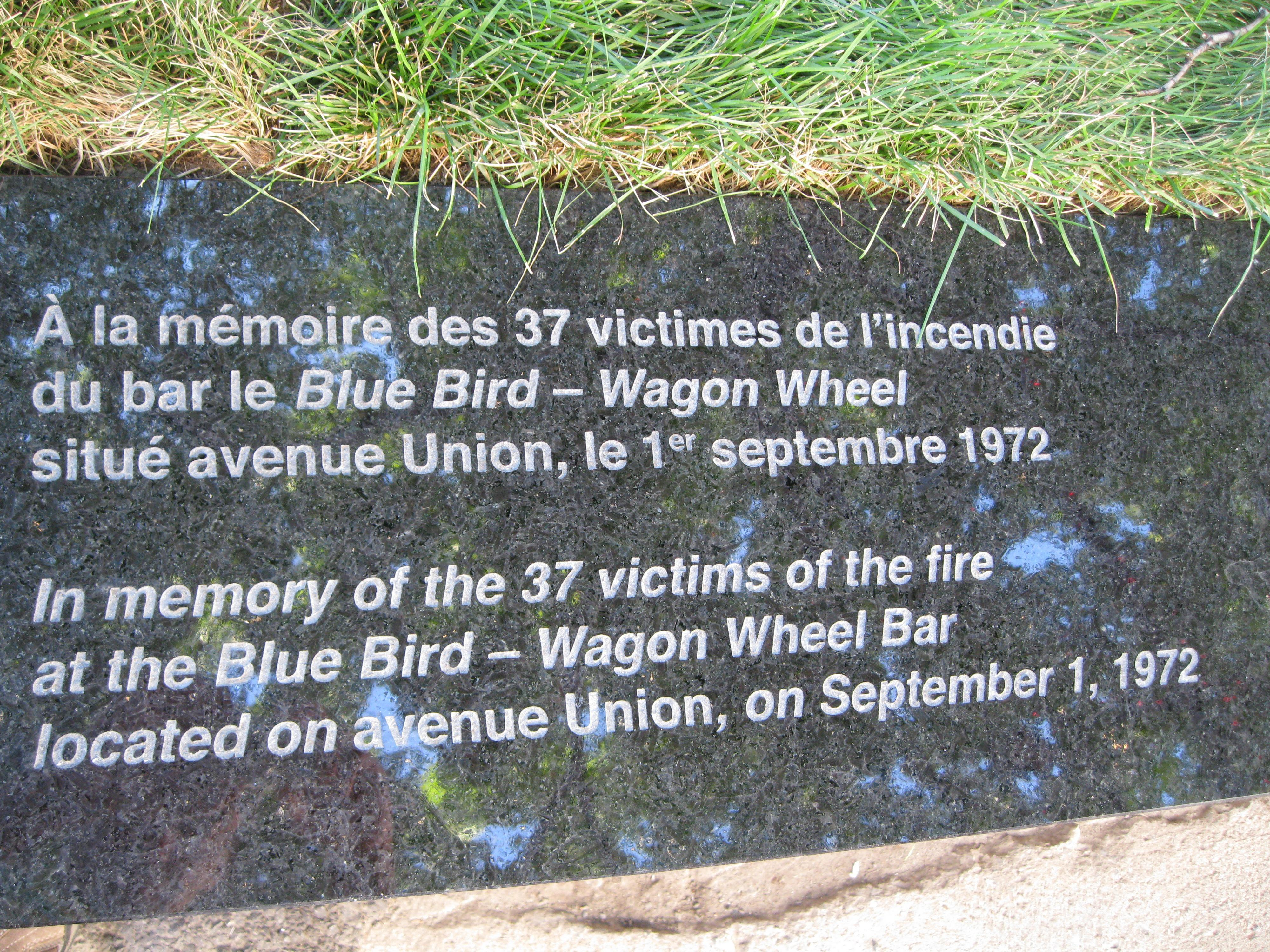
Début de la longue plaque à la mémoire des victimes. Suivent les 37 noms.

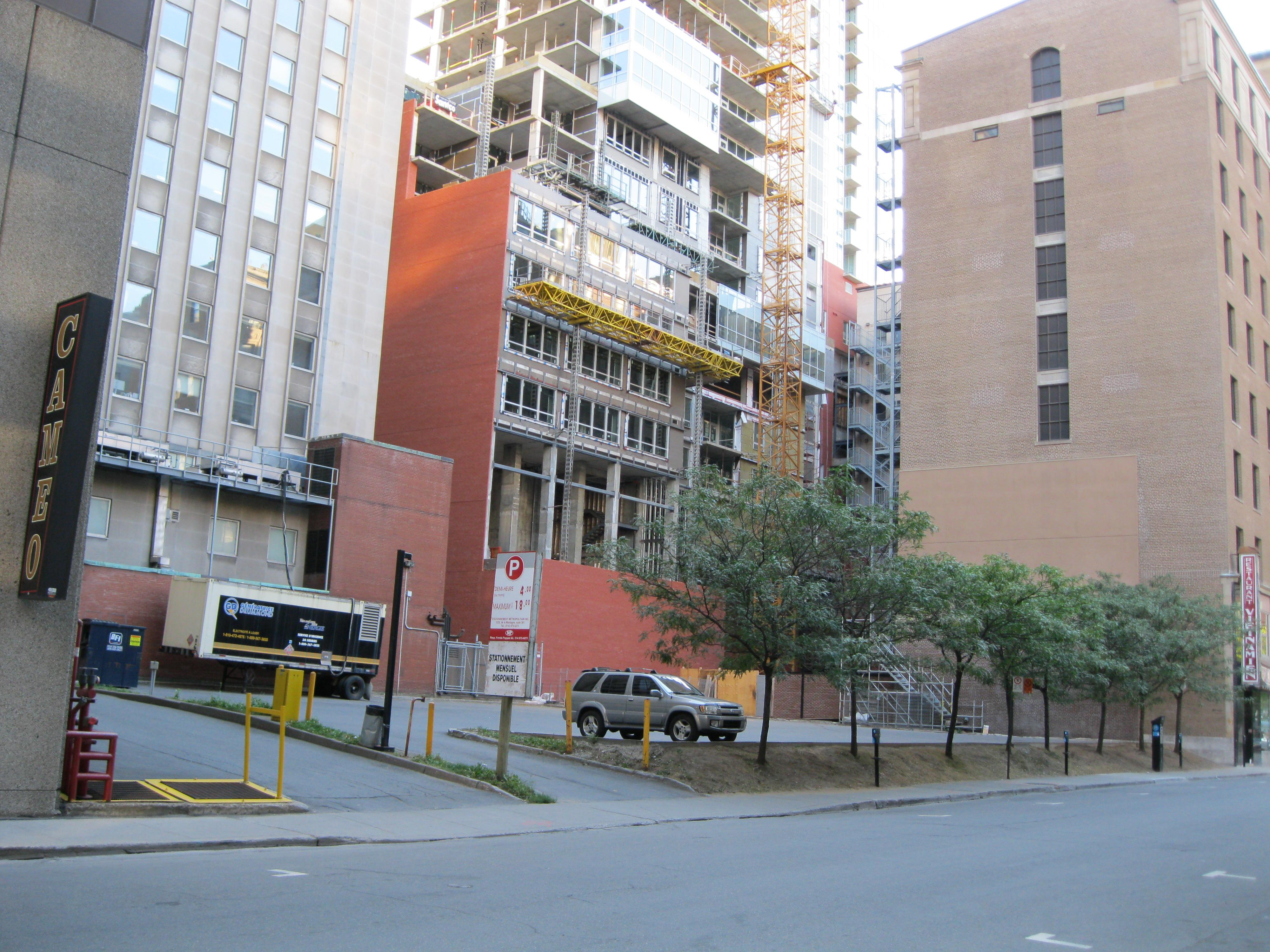
Stationnement au lieu où était le bar, maintenant devenu un immeuble commercial.

Sharon Share, fille de l'une des victimes, a milité pour que l'administration municipale commémore la tragédie par la création d'une plaque en hommage aux 37 victimes. La Ville répond favorablement et plusieurs actions sont posées dont un hommage posthume à la cathédrale Marie-Reine-du-Monde, l'installation, au square Phillips, d'une plaque de granite où sont inscrits les noms des victimes ainsi qu'une exposition à l'hôtel de ville, 40 ans après l'événement.